# نادي الكويت الرياضي لكرة السلة
يُعد فريق كرة السلّة في نادي الكويت الرياضي أحد أعرق وأقوى الفرق في دولة الكويت، وهو فريق يتصدّر المنافسات المحليّة بفضل تاريخه الطويل وإنجازاته اللافتة. يتميّز الفريق بأسلوبه الفني المنظّم وتنوّع عناصره بين الخبرة والشباب، كما يُعدّ من أكثر الفرق الكويتيّة تتويجًا في البطولات خلال العقود الأخيرة.

## الطاقم الفني واللاعبون
يضمّ فريق الكويت جهازًا فنيًّا متكاملًا يضم مدرّبين وطنيّين وأجانب ذوي خبرة، بالإضافة إلى طاقم لياقة بدنيّة وأجهزة تحليل أداء. ويضم الفريق نخبة من أبرز لاعبي السلّة في الكويت، إلى جانب محترفين أجانب متميّزين.
من أبرز لاعبي الفريق في السنوات الأخيرة:
- حسين الخباز
- فيصل الدويسان
- عبدالله الشمري
- حمد الحمد
- عيسى صفر

كما مثّل عدد كبير من لاعبي الفريق منتخب الكويت لكرة السلة في بطولات خليجيّة وآسيويّة.

## الفئات السنيّة والتكوين
يهتم نادي الكويت ببناء قاعدة قويّة لكرة السلّة، ويُشرف على فرق للناشئين والأشبال والشباب، ويتم تدريبهم وفق برامج متقدّمة بإشراف مدرّبين مختصّين، بهدف تهيئة جيل جديد من اللاعبين القادرين على حمل راية النادي والمنتخب مستقبلًا.

## المنشآت والتجهيزات
يمتلك الفريق صالة مغلقة حديثة تُعدّ من الأفضل في الدولة، وتستضيف مباريات الفريق في البطولات المحليّة. كما يُوفّر النادي خدمات تأهيل طبي ورياضي متكاملة للاعبين، مما يساهم في المحافظة على جاهزيّتهم طوال الموسم.

## الجمهور والدعم المؤسّسي
يحظى فريق كرة السلّة في نادي الكويت بقاعدة جماهيريّة كبيرة، خاصّة في المباريات الحاسمة والديربيات المحليّة. كما يحظى بدعم من مجلس إدارة النادي الذي يوفّر جميع الإمكانيّات اللازمة لتحقيق الألقاب وتوسيع المشاركات الخارجيّة.

## الإنجازات

### المنافسات الوطنية
دوري الدرجة الأولى الكويتي لكرة السلة
- البطل (15): 1966، 1982، 2003، 2004، 2006، 2013، 2014، 2015، 2017، 2019، 2020، 2021، 2022، 2023، 2024[1]

كأس الاتحاد الكويتي لكرة السلة
- الفائز (16): 1965، 2001، 2002، 2003، 2006، 2007، 2009، 2011، 2013، 2017، 2018، 2019، 2020، 2021، 2022، 2023[2]

كأس السوبر الكويتي لكرة السلة
- الفائز (8): 2012، 2017، 2018، 2019، 2020، 2021، 2022، 2023

### المنافسات الدولية
بطولة الأندية العربية لكرة السلة
- البطل (1): 2022[3]
- الوصيف (1): 2021

بطولة واسل (WASL)
- الوصيف (1): 2022–23

أبطال دوري الخليج
- (2): 2022–23، 2023–24[4][5][6][7]